# Хварада
Хварада́ — село в Гергебильского района Дагестана. Входит в состав сельского поселения «Сельский совет „Хвартикунинский“».

## Географическое положение
Расположено в 8 км к юго-западу от села Гергебиль.

## Население
| 1926 | 1939 | 1970 | 1989 | 2002 | 2010 | 2021 |
| ---- | ---- | ---- | ---- | ---- | ---- | ---- |
| 139  | ↗170 | ↘125 | ↘35  | ↗206 | ↘43  | ↘39  |

Моноэтническое аварское село.